# Judita Ogrska
Judita Ogrska (madžarsko Árpád-házi Judit, poljsko  Judyta węgierska) je bila ogrska princesa iz dinastije Árpád, nekaj časa poročena s poljskim vojvodom Boleslavom Hrabrim, * okoli 969, Esztergom, Ogrska, † okoli  988, Krakov ?, Poljska.
Po nekaterih virih je bila najstarejši otrok Géze Ogrskega in njegove prve žene Sarolt, hčerke Gyule Transilvanskega.
Sodobni zgodovinarji trdijo, da je bila neznana ogrska princesa, številni raziskovalci pa še vedno podpirajo hipotezo, da je bila hči Géze Ogrskega.

## Življenje
Konec leta 985 je Judita postala druga žena Boleslava, dediča poljskega prestola, potem ko je ta zavrgel svojo prvo ženo Hunildo, hčerko meissenskega mejnega grofa Rikdaga. V zakonu, ki ga je verjetno spodbudil češki vojvoda Boleslav II., stric poljskega princa po materini strani, je Judita rodila sina Bezprima.
Poslabšanje političnih odnosov med Poljsko in Ogrsko okoli leta 987 je bilo morda vzrok, da je Boleslav Judito zavrnil in odslovil. Judita je verjetno ostala na Poljskem in umrla kmalu po ločitvi. Nikoli  ni postala vojvodinja Poljske, ker je bil njen tast takrat še živ.
Bolesław se je kmalu znova poročil, tokrat z Emnildo, slovansko princeso, ki mu je rodila pet otrok, vključno z bodočim vladarjem Mješkom II. Lambertom. Bezprimu je oče odvzel pravico do prestola, čeprav je bil njegov prvorojenec, ker je bil očitno bolj naklonjen otrokom iz zakona z Emnildo. Okoli leta 1003 je Boleslav I. poslal Bezprima v Italijo, kjer je postal menih v eni od puščavnic svetega Romualda. Leta 1031 je v zavezništvu s Konradom II., cesarjem Svetega rimskega cesarstva in velikim knezom Jaroslavom I. Modrim, končno odvzel prestol svojemu polbratu Mješku II. Bezprimova vladavina ni trajala dolgo, ker so ga naslednje leto umorili.
Judita je umrla pred svojim očetom. Ko je leta 997 omrl tudi on, je eden od njegovih daljnih bratrancev Koppány razglasil svoje zahteve do ogrskega prestola  proti Juditinemu bratu Vajku. Koppány se je želel poročiti z Juditino mačeho, sklicujoč se na ogrske običaje, vendar je bil nazadnje poražen. Vajk je bil kmalu zatem kot Štefan I. okronan za prvega ogrskega kralja.
.

## Sklica
1. ↑  Oswald Balzer. Genealogia Piastów, Kraków 1895, str. 39-41
2. ↑  S. A. Sroka. Historia Węgier do 1526 roku w zarysie'. str.  19.

## Vira
- Judith of HUNGARY. Na Rootsweb.com. Pridobljeno 23. oktobra 2014.
- Kazimierz Jasiński. Rodowód pierwszych Piastów. Varšava 1993.